# Víctor Laplace
Víctor Laplace (Tandil, província de Buenos Aires; 30 de maig de 1943) és un primer actor, director i guionista argentí de cinema, teatre i televisió.

## Biografia
Va néixer i es va criar a Tandil, on va tenir el seu primer treball als 14 anys com a obrer metal·lúrgic a la Metalúrgica Tandil. Després del servei militar, en 1963 va emigrar a Buenos Aires per estudiar teatre.
La seva primera actuació teatral va ser sota la direcció de Jaime Kogan. En 1967 va actuar a l'Instituto Di Tella dirigit per Roberto Villanueva. Va desenvolupar una àmplia carrera com a actor en teatre, cinema i televisió. S'ha destacat també pel seu compromís polític i social fent teatre polític, a barris obrers arreu del país.
En teatre ha actuat a Los de la mesa diez, Upalala, La mar estaba serena, Timón de Atenas, Un día en la muerte de Joe Egg (Premi Talía al Millor Actor), Víctor o los niños en el poder, El discípulo del diablo, Matar el tiempo, Julio César, El zoo de cristal, La ópera de dos centavos, Cantando sobre la mesa, Popeye y Olivia, La Pasión de Don Juan, Borges y Perón, historia de dos muertes, La vida es un sueño, Cuarteto, Made in Lanús.

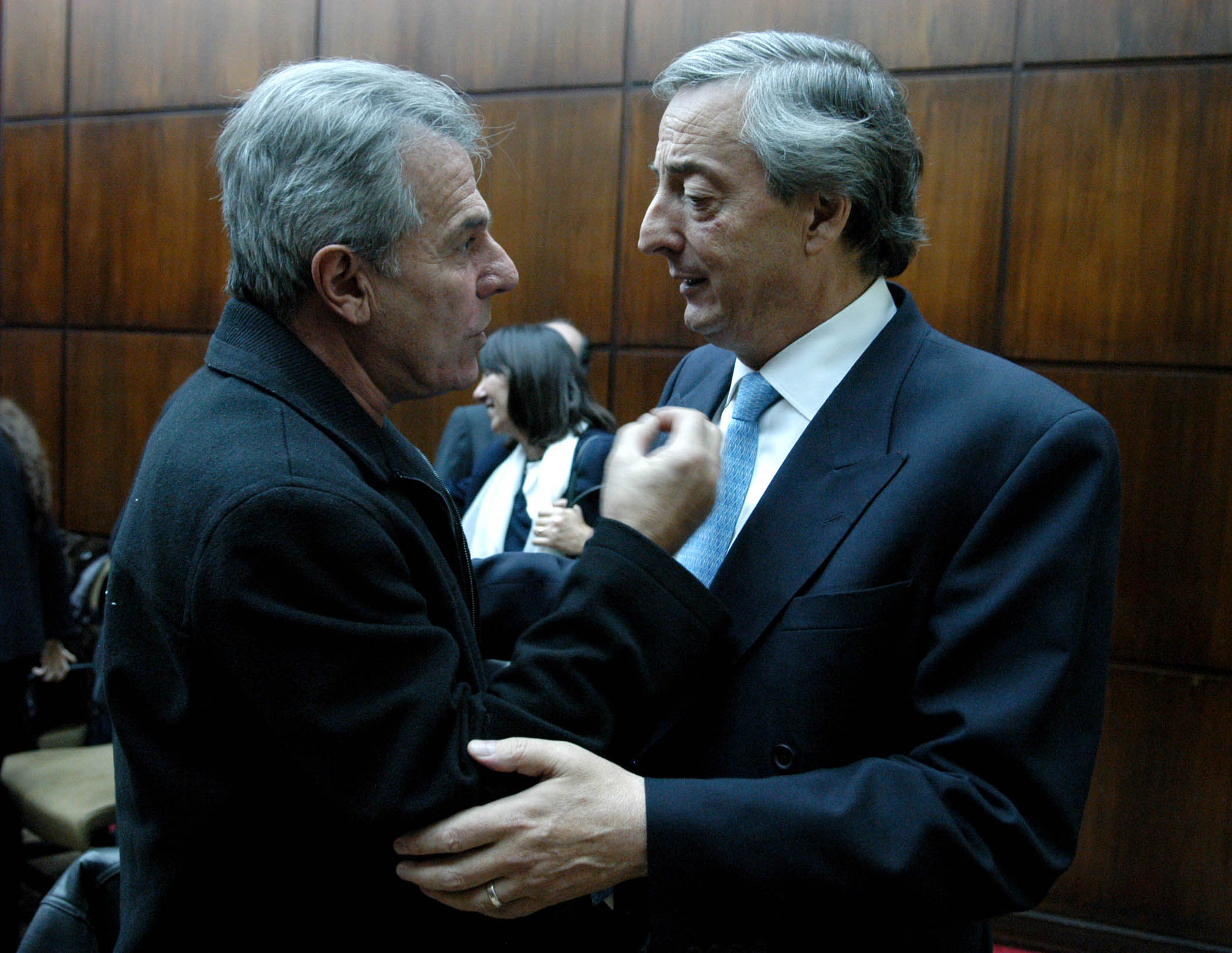
Laplace al costat de l'expresident Néstor Kirchner.

A televisió els seus primers treballs foren "Una luz en la ciudad " (1971, canal 13) junto a Gabriela Gili, Sebastian Vilar y Fernanda Mistral", Así como nos ven, Situación límite, Cosa juzgada, Las grandes novelas, María y Eloisa, El gran club, Los miedos, Compromiso, Sebastián y su amigo el artista, La memoria, Horacio Quiroga, Entre personas y personajes, Alta comedia, Maltratadas, Éramos tan jóvenes, Donde estás amor de mi vida que no te puedo encontrar, De corazón, Señoras y señores, La nocturna, PH, Por ese palpitar, Mujeres asesinas, Socias. Va incursionar en la conducció televisiva amb el cicle Afectos Especiales, a la pantalla de Canal 7.
Ha actuadt en comèdies musicals com: Soldados y soldaditos, Les Luthiers cuentan la ópera, Viet Rock, La ópera del malandra, Están tocando nuestra canción, Así como nos ven, (amb Nélida Lobato), Viva la Pepa i Yo y mi chica, My Fair Lady amb Paola Krum i Pepe Soriano.
Com a actor ha realitzat 60 pel·lícules, i com a director en quatre. En 1999 va començar la seva carrera com director de cinema i guionista amb El mar de Lucas, que va resultar premiada a Mar del Plata i Cartagena de Indias. La seva segona pel·lícula La mina, va obtenir el premi a la millor pel·lícula del Jurat Jove del Festival de Biarritz.
Va estar casat amb la actriu i vedette Nélida Lobato. També va estar molts anys en parella amb l'artista visual Renata Schussheim, amb qui va tenir un fill, Damián.

## Filmografia
Com a actor
- Arte en cuarentena (2020)
- Mirándote (2019)
- La guarida del lobo (2019)
- Todavía (2018)
- Encerrados (2018)
- Siete vuelos (2017)
- Animadores (2017)
- Mis noches sin ti (2017)
- El otro (2015) - Sergio Di Giulio
- Historias de corazón (2013) - Ignacio
- Puerta de Hierro, el exilio de Perón (2012)
- El hombre de tu vida (2012) - Manuel
- Los exitosos Pérez (2009)- Alfonso Duarte
- Mentiras piadosas (2008)
- Detrás del sol, más cielo (2007) - Antón
- Angelelli, la palabra viva (2007)
- Cartas a Malvinas
- Mujeres asesinas (2006) - Alfredo
- Padre Coraje (2004) - Presidente Juan Domingo Perón
- Costo argentino (2004) (episodio "Estado de sitio")
- La mina (2004) - Don Sebastián
- Mate Cosido, el bandolero fantasma (2003)
- I love you... Torito (2001) - Voz en off
- El fuego y el soñador (inédita - 2001) - Esposo de Nora
- Casi ángeles (2000) - Dr. Tossi (episodi "Perdidos")
- El amor y el espanto (2000) - Carlos Daneri
- Un amor en Moisés Ville (2000) - David adulto
- El mar de Lucas (1999) - Juan Denevi
- Cerca de la frontera (1999)
- Peligro nuclear (inédita - 1999)
- Pozo de zorro (1998)
- Gasoleros - Piccolo 1998
- Doña Bárbara (1998)
- Secretos compartidos (1998) - Vicente Duarte
- Sin reserva (1997)
- Comodines (1997) - Julio Lizarraga
- Eva Perón (1996) - Juan Domingo Perón
- Poliladron (1995) - Ponce
- Lola Mora (1995)
- Historias de amor, de locura y de muerte (1994)
- Convivencia (1994)
- Muerte dudosa (1994)
- ¿Dónde estás amor de mi vida que no te puedo encontrar? (1993)
- El camino de los sueños (1993)
- Muchas gracias maestro (1993) (inédita)
- La garganta del diablo (inédita - 1993)
- Flop (1990) - Florencio Parravicini
- La amiga (1989) - Diego
- Nunca estuve en Viena (1989) -Don Francisco
- Después del último tren (inèdita - 1989)
- Mamá querida (1988)
- Extrañas salvajes (1988)
- Chorros (1987) - Pablo Ferrán
- Sentimientos (1987)
- Debajo del mundo (1987)
- Los dueños del silencio (1987) - Padre Raimundo
- Horacio Quiroga: entre personas y personajes (1987) - Horacio Quiroga
- Los amores de Laurita (1986)
- Chechechela, una chica de barrio (1986)
- Expreso a la emboscada (1986) - Padre Cesáreo
- Pobre mariposa (1986)
- Te amo (1986) - Padre de Valeria
- Sin querer, queriendo (1985)
- El rigor del destino (1985)
- Flores robadas en los jardines de Quilmes (1985)
- Los días de junio (1985)
- El caso Matías (1985)
- Adiós, Roberto (1985)
- Yolanda Lujan (1984) - Luan Carlos Hidalgo del Castillo
- Gracias por el fuego (1984)
- No habrá más penas ni olvido (1983) - Guzmán
- Se acabó el curro (1983)
- Espérame mucho (1983)
- El poder de la censura (1983)
- Una mujer (1975)
- La guerra del cerdo (1975)
- Los gauchos judíos (1974)
- La malavida (1973) - Julio, el oriental
- Vení conmigo (1972)
- Operación Masacre (1972) - Carlos Lizaso
- La sartén por el mango (1972)
- Disputas en la cama (1972)
- Pájaro loco (1971)
- Argentino hasta la muerte (1971)

Com a director
- Angelelli, la palabra viva (2007)
- La otra Argentina (2006)
- La mina (2004)
- El mar de Lucas (1999)

## Premis
- Cinema
- 2000, India Catalina d'Or, Festival Internacional de Cinema de Cartagena de Indias, millor guió a El mar de Lucas (1999)[5]
- 1998, Premi al millor actor, Festival Internacional del Nou Cinema Llatinoamericà de l'Havana, a Secretos compartidos (1998)[6]
- 1999, Esment especial, Festival Internacional de Cinema de Mar del Plata, millor primer treball
- 2004, Premi a la Millor Pel·lícula, Jurat Jove del Festival de Cinema Llatinoamericà de Biarritz, per La mina (2004).[7]

- Teatre
- Premi Talía al Millor Actor de teatre, per la seva actuació en Un día en la muerte de Joe Egg.
- Premi Konex de Platí, millor Actor de Musical (1991)[8]